# Parafia św. Bartłomieja w Porębie Wielkiej
Parafia Świętego Bartłomieja w Porębie Wielkiej – parafia rzymskokatolicka znajdująca się w Porębie Wielkiej w dekanacie Osiek diecezji bielsko-żywieckiej. 
Została wzmiankowana w spisie świętopietrza parafii dekanatu Oświęcim diecezji krakowskiej z 1326 pod nazwą Paromba. Następnie w kolejnych spisach świętopietrza z lat 1346–1358 pod nazwą Poramba.
Kościołem parafialnym jest zabytkowa drewniana świątynia z pierwszej ćwierci XVI wieku, z wieżą dostawioną przed 1644.